# رود کاواورا
رود کاواورا (به لاتین: Kawaura River) یک رود در ژاپن است که  ۱۳٫۷ کیلومتر است.